# Боков, Пётр Устинович
Пётр Устинович Боков (1921, Герасимовка Новосергиевского района Оренбургской обл. — 1984, Студеное Илекского района Оренбургской обл.) — активный организатор колхозного производства. Герой Социалистического Труда (1966).

## Биография
Трудовую деятельность начал в 1936 году.
В 1940—1946 годах служил в армии, участвовал в Отечественной войне.
После демобилизации вернулся в родное село и был избран председателем колхоза. Из года в год его «Красный Октябрь» добивался роста культуры земледелия, повышения урожайности полей, продуктивности ферм.
В 1966 колхоз был награждён орденом Ленина.
Похоронен в селе Студёное.

## Память
После создания в Студеном акционерного общества, оно было названо именем П. У. Бокова.